# Barrage de Chute-à-Caron
Le barrage de Chute-à-Caron, est un barrage hydroélectrique situé sur la rivière Saguenay dans la région administrative du Saguenay–Lac-Saint-Jean, au Québec. Il s'agit d'une infrastructure majeure construite pour répondre aux besoins énergétiques de l’industrie de l’aluminium. Cet ouvrage, de type béton-gravité, est doublé d’une centrale hydroélectrique.

## Historique

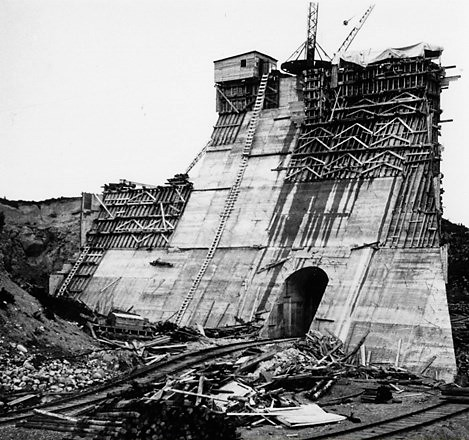
Lors des travaux de construction du barrage en août 1929

La construction du barrage débute dans les années 1926-1927 dans le cadre de la première phase de développement des infrastructures hydroélectriques sur le Saguenay, lancée par Alcoa en 1927. Ce chantier, qui s’échelonne sur plusieurs années, a pour objectif de répondre à la demande énergétique croissante liée à l’industrie de l’aluminium. Malgré les perturbations causées par la Grande Dépression, les quatre premières turbines, d’une capacité de 60 000 chevaux-vapeur chacune, entrent en service entre 1931 et 1934.
En 1942, la centrale est agrandie pour accueillir deux turbines supplémentaires. Cet agrandissement s’inscrit dans le cadre d’un projet plus vaste, marqué par la construction de la centrale Shipshaw, situé en aval. Ce vaste chantier a requis la participation de près de 11 000 ouvriers à son sommet.

## Caractéristiques techniques
Le barrage mesure 54,5 mètres de hauteur et 897 mètres de longueur. Sa capacité de retenue atteint 725 millions de mètres cubes d’eau, avec une hauteur de retenue de 51 mètres. Il repose sur un terrain en roc traité et a été conçu pour des usages hydroélectriques. L’ouvrage s’étend sur une superficie de réservoir de 3 250 hectares et un bassin versant de 73 800 kilomètres carrés.
La centrale hydroélectrique initiale nécessita 270 000 mètres cubes de béton et 4 200 tonnes d’acier pour sa construction. Les modifications effectuées en 1983 ont permis de moderniser ses infrastructures.

## Toponymie
La toponymie « Chute-à-Caron » rappelle l’héritage de Michel Caron (1821-1892), qui a laissé son empreinte dans la région en tant que conseiller municipal de Chicoutimi puis maire. La désignation officielle du barrage sous ce nom a été confirmée en 1973.